# محمود فهمي حجازي
محمود فهمي حجازي (1940 - 2019) عالم لغوي مصري، عمل أستاذًا لعلوم اللغة بكلية الآداب جامعة القاهرة، وهو عضو المجمع العلمي المصري (منذ 1995)، وعضو مجمع اللغة العربية بالقاهرة (منذ 1999)، وعضو مجمع اللغة العربية بدمشق (منذ 1995)، واتحاد كتاب مصر (منذ 1985). والرئيس المؤسس للجامعة المصرية في ألماطى بكازاخستان (2001-2014). وتولى رئاسة مجلس إدارة الهيئة العامة لدار الكتب والوثائق القومية المصرية (1994-1997). ألف المئات من المقالات والبحوث في علم اللغة والسياسة اللغوية بالإضافة إلى ما يزيد عن 12 كتابًا وعملًا مرجعيًّا.

## سيرته
وُلد محمود فهمي حجازي في مصر (محافظة الدقهلية - مركز المنصورة) عام 1940 م . درس على يد طه حسين، شوقي ضيف وسهير القلماوي في كلية الآداب جامعة القاهرة حيث حصل على الليسانس الممتازة (1958 م) مسجلاً أعلى درجة في تاريخ الكلية وقتها، ثم أُرسل في بعثة دراسية إلى ألمانيا الاتحادية (1960-1965) حصل فيها على دبلومات في العبرية والألمانية ثم الدكتوراه بتقدير الدرجة العظمى مع المدح من جامعة لودفيج ماكسيميليان في ميونيخ، قسم الدراسات اللغوية السامية، في منهج التحليل اللغوي عند العرب في ضوء شرح السيرافي على كتاب سيبويه عام 1965م.

## أعماله الجامعية
معيد وعضو بعثة حكومية (1960-1965) ثم مدرس، ثم أستاذ مساعد(1972)، ثم أستاذ علم اللغة بكلية الآداب – جامعة القاهرة (1978). درّس في جامعة الكويت (1970-1974) وجامعة قطر (1980-1984). عضو هيئة تدريس زائر بجامعة إرلانجن ـ نورنبرج ـ ألمانيا الإتحادية (1969-1970). أستاذ زائر باسم حكومة جمهورية مصر العربية في جامعات بودابست (المجر) وامستردام (هولندا) وليون (فرنسا) ولمدد قصيرة للدراسات العليا بالجامعات العربية، ومنها جامعة الإمام محمد بن سعود الإسلامية بالرياض، والجامعة الأمريكية بالقاهرة. عمل وكيلا للدراسات العليا والبحوث بكلية الآداب وأمينًا لمجلس الدراسات العليا ـ جامعة القاهرة (1989-1994) ومستشاراً لجامعة زايد في دبى بدولة الإمارات العربية المتحدة. أستاذ العلوم اللغوية بمعهد البحوث والدراسات العربية بالقاهرة حيث أشرف على الرسائل بالمعهد في مجالات القضايا اللغوية المعاصرة.

## أعماله الدولية
أسهم على مدى ثلاثين عامًا في تقديم المشورة إلى عدد من الدول العربية والإسلامية في مجالات تعليم اللغة العربية لأبناء اللغات الأخرى، منها الكويت وقطر وماليزيا ودول أخرى. عمل خبيراً، ثم كبير الخبراء اللغويين بالمنظمة العربية للتربية والثقافة والعلوم بالقاهرة (1976- 1979)، وتولى مهام كثيرة في متابعة التنفيذ وتطوير التعليم قبل الجامعي والجامعي بالمنظمة العربية للتربية والثقافة والعلوم منها معهد الخرطوم لإعداد متخصصين في تعليم العربية لغير الناطقين بها لإعداد خبراء في تعليم اللغة العربية (إعداد المشروع الأساسي لخطة الدراسة والبحوث وبدأ تنفيذه عام 1975)، ومشروع النهوض بتعليم اللغة العربية في باكستان (1975) والخطة الخمسية لنشر اللغات والثقافة العربيتين في إفريقيا (1978) ومشروع إنشاء صندوق التنمية الثقافية العربية في الخارج (1975 و1978). وكذلك اشترك مع المنظمة الإسلامية للتربية والعلوم والثقافة (1984) لتطوير تعليم اللغة العربية في ماليزيا حيث خطط وأشرف على دورات تدريب معلمي اللغة العربية (1984ـ1994) وتدريب مؤلفي الكتب المدرسية للعربية (1986) وإعداد سلسلة تعليمية للمدارس الحكومية إضافة إلى مرشد المعلم. كما أعد خطة للدراسات العليا (الماجستير) بالجامعة الإسلامية العالمية في ماليزيا في تخصص تعليم اللغة العربية لأبناء اللغات الأخرى.

### اللجان العلمية
كان المستشار الوحيد من خارج أوروبا وأمريكا منذ 1981 لتحرير مجلة الدراسات اللغوية العربية Zeitschrift für Arabische Linguistik ZAL التي تصدر في جامعة هايدلبرج بألمانيا، كما كان رئيس تحرير مجلة كلية الآداب بجامعة القاهرة (1989 –1994) و في إطار مهام منصبه وكيلا لكلية الآداب بجامعة القاهرة ( 1989ـ 1994) عمل على تطوير مجلة الآداب بجامعة القاهرة، فأصبحت لأول مرة دورية علمية محكمة تصدر بانتظام أربع مرات سنويًّا على أرفع مستوى علمي. وخطط لإنشاء منظومة من المراكز العلمية في مجالات: اللغة العربية، اللغات الأجنبية، الدراسات اللغوية والأدبية المقارنة، وبذلك بدأت كلية الآداب بجامعة القاهرة مرحلة جديدة لخدمة المجتمع والدولة والبحث العلمي.  تولى عضوية اللجنة الدائمة للترقية لوظائف الأستاذية بالجامعات المصرية منذ 1985 ثم أصبح مقرر اللجنة الدائمة لترقيات الأساتذة في اللغة العربية وآدابها بالجامعات المصرية منذ 1994. كما اشترك في عضوية عدد من اللجان بالمجلس الأعلى للآداب والفنون بالقاهرة.

### الإشراف العلمي
أشرف على أكثر من مائة وأربعين رسالة جامعية لنيل درجات الماجستير والدكتوراه في علوم اللغة العربية والدراسات المقارنة في مصر ودول عربية وأخرى—أكثر من نصف هؤلاء الباحثين أعدوا موضوعات في التراث العربى الإسلامي برؤية لغوية، وتناول غيرهم موضوعات لغوية معاصرة وقضايا لغوية تطبيقية. ويعد هؤلاء الباحثون مدرسة علمية عربية في الدراسات اللغوية، أكثرهم أعد رسالتيه بجامعة القاهرة وبعضهم أعد رسالته بإشرافه في كليات أخرى في داخل مصر وخارجها ومنهم من نال درجته بنظام الإشراف المشترك مع الجامعات الألمانية والفرنسية والبريطانية. يضاف إلى ذلك الاشتراك في مناقشة عدد كبير من الرسائل في مجالات التراث العربي، وعلم اللغة التطبيقي والقضايا اللغوية المعاصرة والمناهج وطرق التدريس.

## مؤلفاته وآثاره

### المؤلفات والدراسات
1. المعجم الألماني العربي (بالاشتراك مع Götz Schregle وآخرين، Deutsch-arabisches Wörterbuch. Harrassowitz Verlag, Wiesbaden) فيسبادن ثم بيروت (عدة طبعات).
2. اللغة العربية عبر القرون (القاهرة 1968، عدة طبعات).
3. علم اللغة بين التراث والمناهج الحديثة  (القاهرة 1970، طبع عدة لغات).
4. علم اللغة العربية ـ مدخل تاريخي مقارن في ضوء التراث واللغات السامية (الكويت 1973، طبع عدة طبعات).
5. مدخل إلى علم اللغة (القاهرة 1975، طبع عدة طبعات).
6. أصول الفكر العربى الحديث عند الطهطاوى (الكويت، ثم دار غريب للطباعة والنشر، القاهرة 1975).
7. الأسس اللغوية لعلم المصطلح (القاهرة 1993).
8. البحث اللغوي (القاهرة 1993).
9. اللغة العربية في العصر الحديث (القاهرة 1997).
10. طه حسين، حياته وفكره (القاهرة 1998).
11. أصول علم اللغة (القاهرة 1998).
12. حوار الثقافات: عن المؤلفات العلمية الألمانية في التراث العربي والأدب العربي الحديث، وعن الدراسات الألمانية في البلاد العربية،  بمناسبة معرض فرانكفورت الدَّولي للكتاب (2004).
13. اتجاهات السياسة اللغوية (الرياض 2015).

### في الترجمة والإشراف
1. لتاريخ التراث العربي تأليف فؤاد سِزگين، ترجمة عن الألمانية وتحقيق ومراجعة المادة العلمية، (10 أجزاء)، وتعاون معه بعض المتخصِّصين العرب منهم الكيميائي السوري الدكتور عبد الله حجازي، وظهرت عشرة أجزاء من الترجمة العربية بالقاهرة.
2. موسوعة السلطان قابوس للأسماء العربية (8 مجلدات)، تخطيط وإشراف بالاشتراك مع السعيد محمد بدوي، وعلي الدين هلال، وفاروق شوشة، وعدد من الخبراء والمحرِّرين. وهو عمل مرجعي حديث لأسماء الأعلام المعاصرة من الجوانب الإحصائية واللغوية والاجتماعية، صدر فيها: معجم أسماء العرب (مجلدان)، سجل أسماء العرب (أربعة مجلدات)، دليل أعلام عُمان (مجلد واحد)، منهج البحث في الأسماء العربية (مجلد واحد)، مسقط (1990-1991).
3. تاريخ الأدب العربي، تأليف كارل بروكلمان، أشرف على ترجمة الأجزاء (7-19)، وترجم قدرًا من هذا العمل المرجعي، وأشرف على الطبعة الكاملة من الكتاب في 12 مجلدًا ضخمًا، ظهر منها حتى الآن 9 مجلدات بالقاهرة.
4. المعجم التاريخي للغة العربية، كان عضوا في لجنته، صدر عن اتحاد المجامع اللغوية العلمية العربية بالقاهرة بعد وفاته.

## جوائزه وتكريمه
- حصل على وسام الاستحقاق الاتحادى من الطبقة الأولى (Verdienstorden der Bundesrepublik Deutschland Bundesverdienstkreuz [الألمانية]
)، لجمهورية ألمانيا الاتحادية (1997).
- حصل على الجائزة التقديرية لجامعة القاهرة في العلوم الإنسانية (1998).
- حصل على جائزة الدولة التقديرية في الآداب لجمهورية مصر العربية (2000).
- حصل على على وسام رئيس جمهورية كازاخستان (2013).
- حصل على جائزة الملك فيصل العالمية في اللغة العربية والأدب (2019).

## وفاته
توفي محمود فهمي حجازي في القاهرة، يوم الأربعاء 14 ربيع الآخر 1441هـ الموافق 11 ديسمبر (كانون الأول) 2019م، عن ثمانين سنة.